# Kawasaki ZZ-R 1400
Kawasaki ZZR 1400 – motocykl firmy Kawasaki zaprezentowany w roku 2006 o oznaczeniu kodowym ZXT40A.
Sztandarowy i aktualnie najmocniejszy model z legendarnej już serii ZZR będący odpowiedzią na motocykl Suzuki GSX-R 1300 Hayabusa.